# ヨハン・エルンスト1世 (ザクセン＝ヴァイマル公)

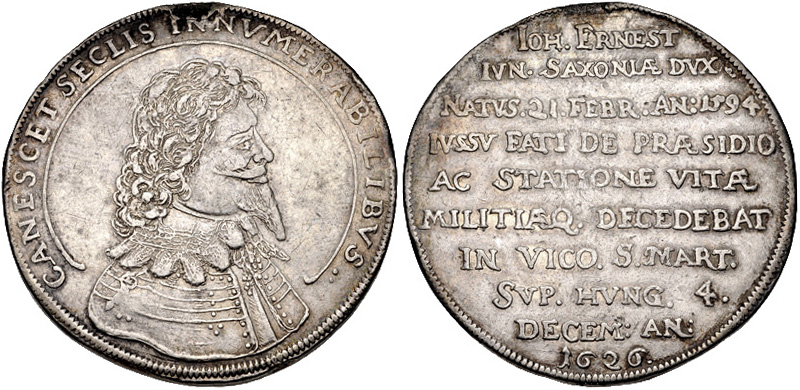
弟ヴィルヘルムらは1626年にヨハン・エルンストの追悼ターラー銀貨を鋳造した

ヨハン・エルンスト1世（ドイツ語：Johann Ernst I., 1594年2月21日 - 1626年12月6日）は、ザクセン＝ヴァイマル公（在位：1605年 - 1620年）。

## 生涯
ヨハン・エルンスト1世はザクセン＝ヴァイマル公ヨハン2世と、その妃でアンハルト侯ヨアヒム・エルンストの娘ドロテア・マリアとの間の長男として生まれた。弟にフリードリヒ、後のザクセン＝ヴァイマル公ヴィルヘルム、ザクセン＝ヴァイマル公アルブレヒト、ザクセン＝ゴータ公エルンスト1世およびベルンハルトがいる。
ヨハン・エルンストは何人かの教師から教育を受けた。1608年より、弟フリードリヒと共にイェーナ大学で学んだ。兄弟は、教官のフリードリヒ・ホルトレーダーおよび後の王室執事長カスパー・フォン・トイトレーベンから教育を受けた。1613年から1614年にかけてのフランス、イギリス、オランダを巡るほぼ2年間のグランドツアーで、ヨハン・エルンストの教育期間は終了した。
父ヨハンは1605年に死去し、8人の未成年の息子が残され、皇帝ルドルフ2世はアルベルティン家のザクセン選帝侯クリスティアン2世を8人の息子たちの後見人に指名した。1611年にクリスティアン2世が死去した後、ヨハン・エルンストは母ドロテアの助けを借りて、自身が弟たちの後見人となれるよう皇帝に願い出たが、却下された。クリスティアン2世の弟でザクセン選帝侯となったヨハン・ゲオルク1世が後見の役目を引き継いだ。これについては、1612年から1616年まで鋳造された8人の兄弟のコインのクロノグラムにも示されている。
1615年、ヨハン・エルンストは成年に達し、ザクセン＝ヴァイマルの親政を開始し、未成年の弟たちの後見人となった。摂政として、ヨハン・エルンストはヴァイマルにおいてヴォフガング・ラトケの改革、ヨハンネス・クロマイヤーの教育改革およびヨハン・ヴァイドナーの改革を推進し、1618年よりイェーナとヴァイマルにおける印刷権を与えた。1617年8月24日、実りを結ぶ会がヴァイマル城で発足したが、ヨハン・エルンストはその創設者の一人となった。
1620年より、ヨハン・エルンストはプファルツ選帝侯フリードリヒ5世に軍人として仕えた。1620年11月8日に白山の戦いにおいて敗北した後、ヨハン・エルンストは皇帝に対する無条件降伏を拒否した。このためザクセン＝ヴァイマル公位を剥奪され、公位は弟たちに与えられた。ヨハン・エルンストはハプスブルク家と対立し、ヴェストファーレンおよびニーダーザクセンにおいて、オランダ騎兵隊の大尉やデンマーク騎兵隊の中将として戦った。ヨハン・エルンストはシレジア征服に参加し、エルンスト・フォン・マンスフェルトに従いハンガリーに向かった。ヨハン・エルンストは1626年12月6日にマルティンにおいて32歳で死去した。